# 水産新聞
水産新聞（すいさんしんぶん）は、札幌市に本社を置く、株式会社水産新聞社が発行する、週刊の水産専門紙。

## 概要
1998年（平成10年）1月1日創刊。タブロイド判16～20ページ。毎週月曜日発行。第三種郵便で全国に配達。

## 紙面等
北海道・東北の漁業生産と水産加工業界の動向を中心に報道。産地密着をモットーに「漁業者と加工業者の経営に役立つ新聞」「水産業界の指針となる新聞」を編集方針とする。札幌本社のほか東京支社・仙台支局を置く。読者は、南は沖縄まで全国に広がるが、北海道・東北の漁業者と水産加工業者を中心に造船・漁網・加工機械など全国の関連業者、漁協系統団体、水産庁をはじめ行政機関など幅広い。